# Astragalus gululsaranii
Astragalus gululsaranii es una especie de planta del género Astragalus, de la familia de las leguminosas, orden Fabales.

## Distribución
Astragalus gululsaranii se distribuye por Irán.

## Taxonomía
Fue descrita científicamente por Podlech. Fue publicada en Ann. Naturhist. Mus. Wien, B 105: 578 (2003).